# Beauprea crassifolia
Beauprea crassifolia är en tvåhjärtbladig växtart som beskrevs av Virot. Beauprea crassifolia ingår i släktet Beauprea och familjen Proteaceae. Inga underarter finns listade i Catalogue of Life.